# Willy Millowitsch
Willy Millowitsch (8 de enero de 1909 - 20 de septiembre  de 1999) fue un actor teatral, televisivo y cinematográfico de nacionalidad alemana, conocido también por dirigir el Volkstheater Millowitsch de Colonia.

## Biografía

### Inicios
Nacido en Colonia, Alemania, sus padres eran Peter Wilhelm Millowitsch (1880–1945) y su esposa, la vienesa Käthe Plank (1881–1942), los cuales procedían de una familia con lazos teatrales que se iniciaban en 1792. Su tía era la actriz y cantante Cordy Millowitsch. No fue sin embargo hasta 1895 que el abuelo de Millowitsch dejó el teatro de títeres para empezar a trabajar con actores reales.
Millowitsch se interesó por el teatro desde temprana edad, en 1922, a los trece años de edad, dejando sus estudios escolares para dedicarse a la actuación. Al principio trabajaba bajo la protección de su padre, que había dejado su teatro tras los problemas de la Gran Depresión. Esto forzó a la familia a viajar en gira, no consiguiendo un teatro permanente, el actual Volkstheater Millowitsch, hasta el año 1936, el cual Willy heredó de su padre en 1940. En 1939 él se casó con su primera esposa, Lini Lüttgen, aunque la pareja se divorció pronto.
Durante la Segunda Guerra Mundial, el teatro fue dañado, aunque no gravemente, y en octubre de 1945 fue totalmente restaurado gracias al apoyo del entonces alcalde y más adelante Canciller de Alemania, Konrad Adenauer, que proclamaba que la gente necesitaba algo para volver a reír. Consecuentemente, hubo representaciones diarias entre 1945 y 1949. Durante muchos años Millowitsch dirigió el teatro junto a su hermana Lucy Millowitsch. Fue en esa época cuando conoció a su segunda esposa, Gerda Feldhoff, con la que se casó el 28 de septiembre de 1946, y con la que tuvo cuatro hijos: Katarina, Peter Millowitsch, Susanne Mariele Millowitsch. Excepto Susanne, todos heredaron el interés por la actuación, dirigiendo Peter desde el año 1998 el teatro de su familia.

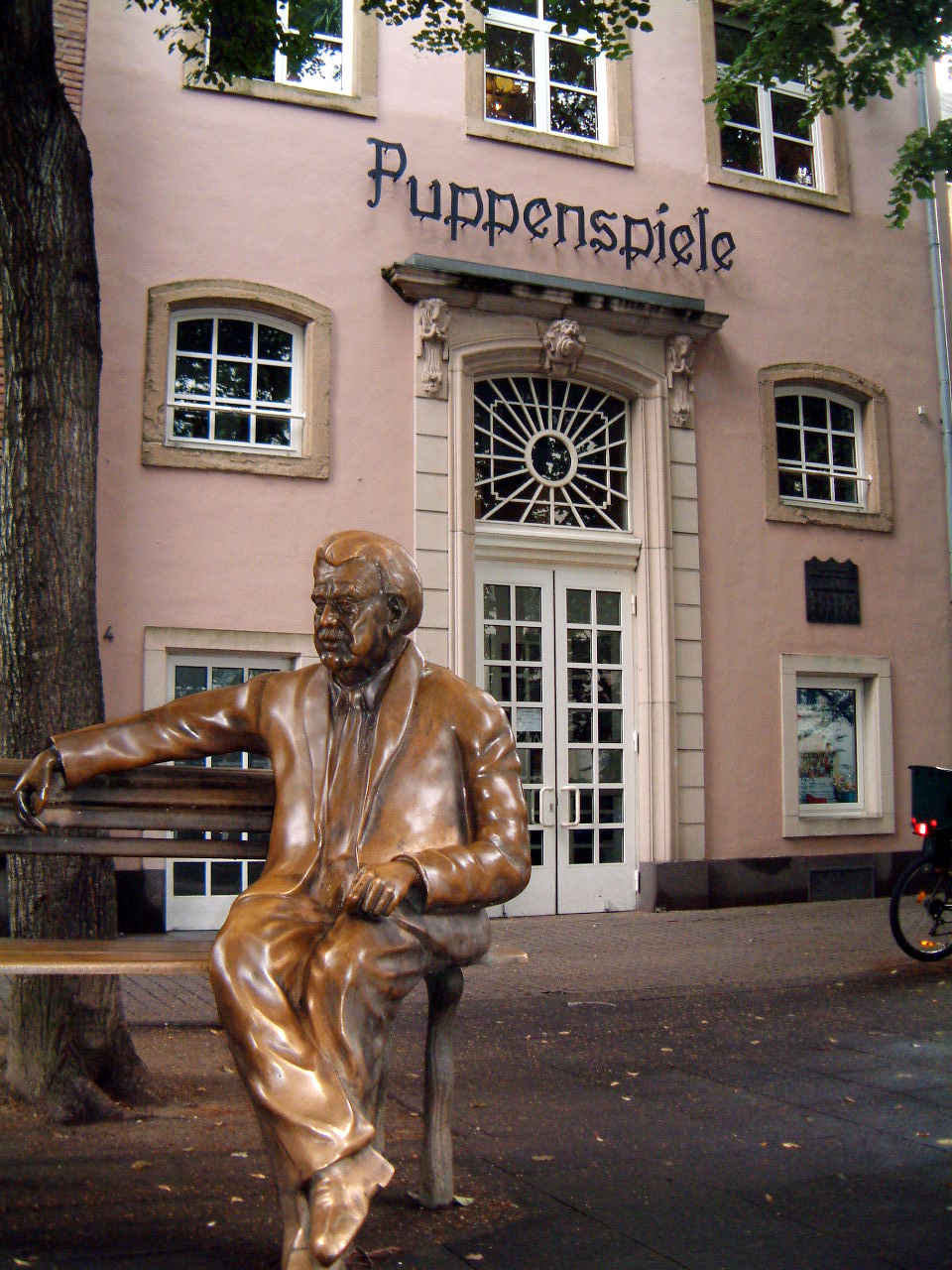
Monumento a Willy Millowitsch en frente del Hänneschen-Theater

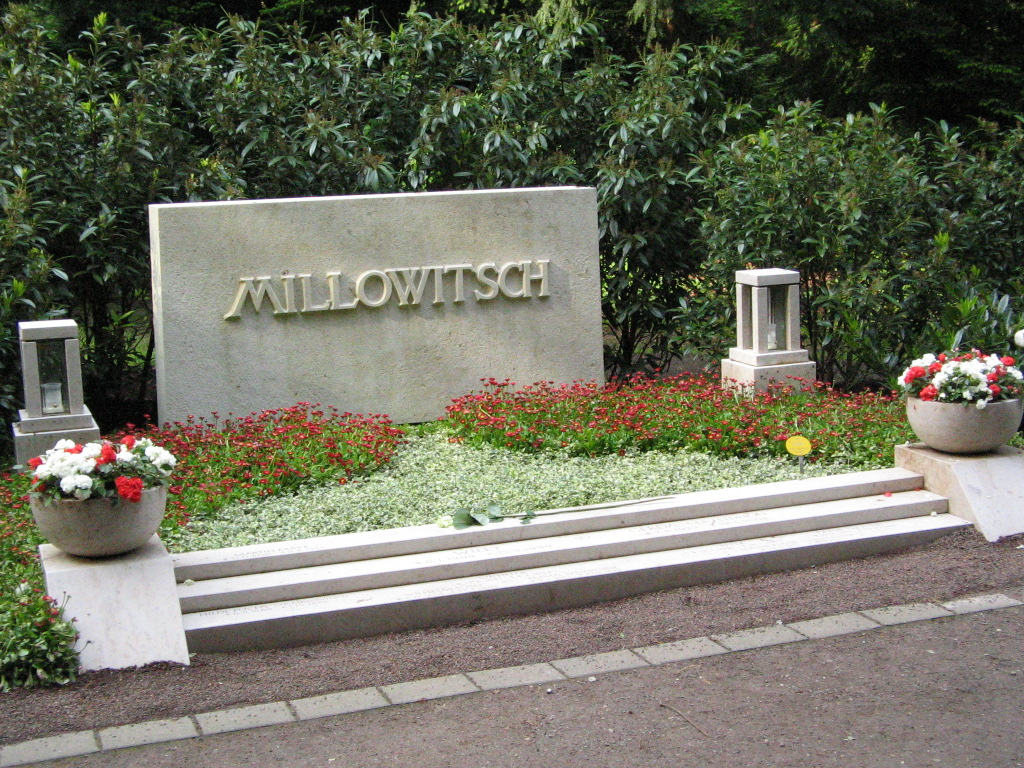
Tumba familiar

### Carrera
En 1949, cuando disminuyó la euforia teatral de la posguerra, Millowitsch centró su carrera en el cine y en la televisión, estrenándose en 1949 su primera película, Gesucht wird Majora, dirigida por Hermann Pfeiffer. Rodó más de 125 producciones televisivas y cinematográficas, pero sin dejar totalmente el teatro. El 27 de octubre de 1953 se realizó la obra en idioma kölsch Der Etappenhase, de Karl Bunje, emitida por la Westdeutscher Rundfunk, la primera emisión teatral con público real de la televisión alemana. A pesar de amargas críticas por la llegada de la cultura popular a la televisión television hechas por el director de la Nordwestdeutscher Rundfunk, Adolf Grimme, la obra fue un gran éxito. Fue una de las obras más populares de Millowitsch, con más de 1000 representaciones. Der Etappenhase fue tan popular que solo seis semanas después fue retransmitida de nuevo en directo desde el Volkstheater.
Continuó representando obras en televisión con éxito instantáneo, consiguiendo gran fama nacional. Fue en gran parte su mérito la popularización del idioma Kölsch en Alemania. Teatros de otras áreas lingüísticas se apresuraron a imitarle, y pronto el teatro en dialecto llegó a ser una parte importante del paisaje televisivo alemán.
Con el éxito de esas obras en la televisión, el interés por el teatro aumentó de modo gradual, y en los años 1960 el público acudía en gran número a las representaciones teatrales de Millowitsch. Millowitsch renovó su teatro en 1967, y el Volkstheater volvió a ser un centro importante de la cultura local, iniciando allí su carrera muchos artistas en dialecto.
El 14 de septiembre de 1968 Millowitsch actuó en el Ohnsorg-Theater de Hamburgo bajo la dirección de Hans Mahler, interpretando al Dr. Kleinfisch en lacomedia Die Kartenlegerin.
En los años 1970 Millowitsch siguió ligado al teatro popular, pero a finales de la siguiente década tomó el papel titular de la serie televisiva Kommissar Klefisch , que interpretó hasta el año 1996. También hizo un pequeño papel en la comedia hollywoodiense National Lampoon's European Vacation, interpretada por Chevy Chase en 1985. 
Además de su actividad teatral, Millowitsch fue también cantante de Schlager. Ariola le dio un contrato discográfico en el año 1960. Su primer título fue Wenn dieses Lied ein Schlager wird (A 35 061), al que siguieron temas como Heut‘ sind wir blau (A 35 262) y Schnaps, das war sein letztes Wort (noviembre de 1960), su mayor éxito, del que vendió más de 900.000 copias. Durante décadas fue uno de los intérpretes de mayor éxito del Carnaval de Renania. Otro de sus éxitos fue la composición de Fritz Weber Ich bin ene kölsche Jung.
Millowitsch también escribió canciones populares clásicas como Schnaps, das war sein letztes Wort y Wir sind alle kleine Sünderlein. Igualmente, apoyó diferentes causas políticas, y en 1992 participó en una campaña anti-Nazi, Arsch huh, Zäng ussenander!, la cual finalizó en un gran concierto al cual acudieron 100 000 personas en la Chlodwigplatz de Colonia.

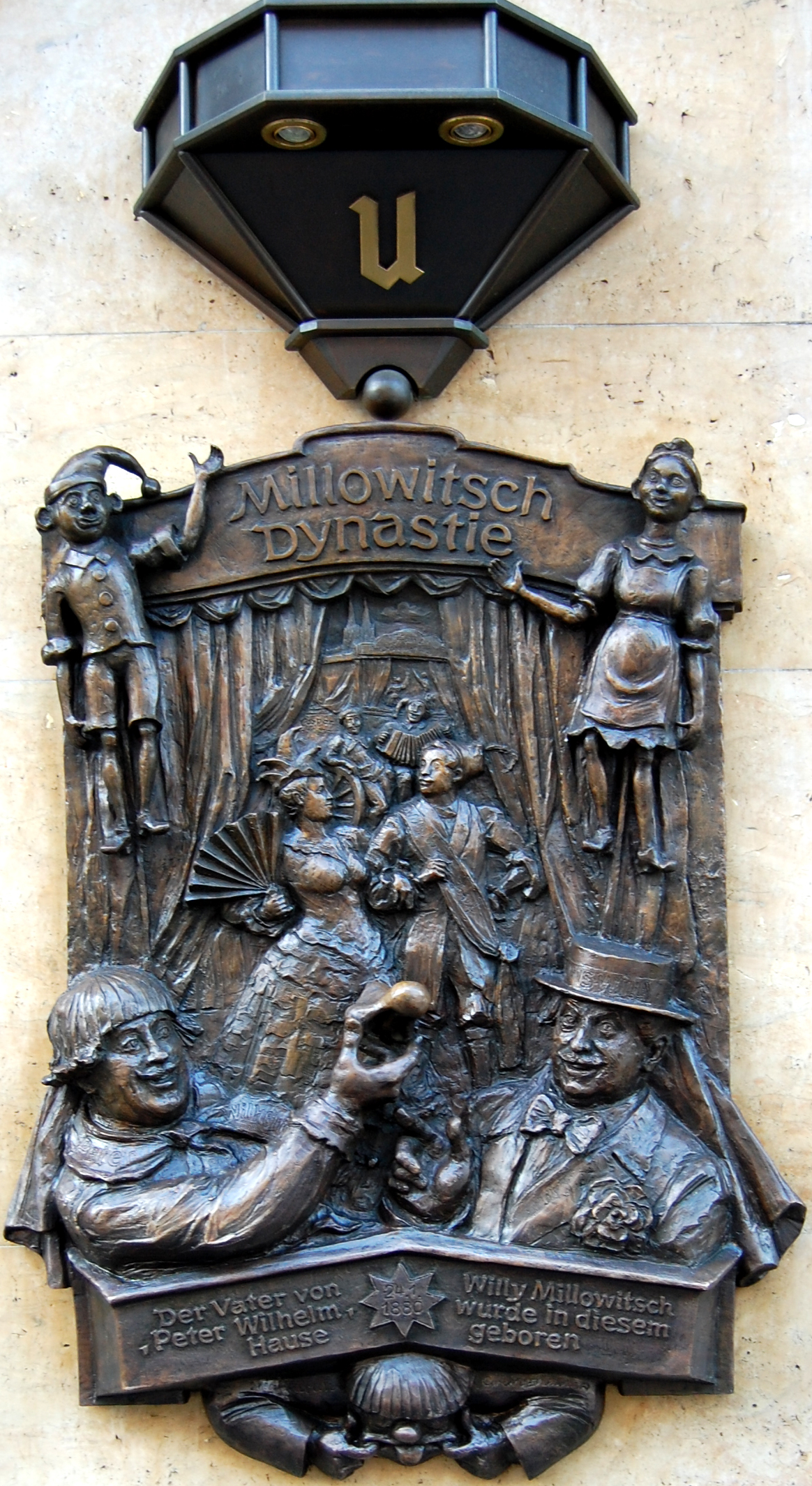
Placa conmemorativa de la dinastía Millowitsch en la cervecería Uerige en Düsseldorf-Altstadt

### Muerte
En 1989 la ciudad de Colonia nombró ciudadano honorario a Millowitsch. Él celebró su 90 cumpleaños el 8 de enero de 1999, con 18 000 admiradores en un evento en el Lanxess Arena. Sin embargo, falleció a causa de un fallo cardiaco el 20 de septiembre de ese año en el Hospital St.-Elisabeth de Colonia. Fue enterrado en el Cementerio Melaten-Friedhof de esa ciudad. La ceremonia religiosa fue oficiada por el obispo auxiliar Friedhelm Hofmann en la Catedral de Colonia. El cortejo fúnebre hasta el cementerio fue retransmitido por la cadena televisiva WDR.

## Premios
- 1961 : Premio Bravo Otto en oro
- 1962 : Premio Bravo Otto en plata
- 1983 : Premio Telestar, otorgado por la WDR.
- 1984 : Orden del Mérito de la República Federal de Alemania.
- 17 de marzo de 1989 : Willy Millowitsch fue nombrado ciudadano honorario de la ciudad de Colonia.
- 19 de marzo de 1989 : Orden del Mérito de Renania del Norte-Westfalia.[4]
- 1990 : Premio Bambi
- 1992 : Premio Bambi
- 1994 : Medalla Willi Ostermann en oro (premio más importante del Carnaval de Colonia)
- 1994 : Bayerischer Fernsehpreis

## Filmografía (selección)
- 1949 : Gesucht wird Majora
- 1951 : Der Tiger Akbar
- 1952 : Der fröhliche Weinberg
- 1953 : Der Etappenhase (TV)
- 1955 : Unternehmen Schlafsack
- 1955 : Der verkaufte Großvater (TV)
- 1955 : Zwei blaue Augen
- 1956 : Der Etappenhase (TV)
- 1957 : Drei Mann auf einem Pferd
- 1957 : Schön ist die Welt
- 1957 : Zwei Herzen im Mai
- 1958 : Scampolo
- 1958 : Die Landärztin
- 1958 : Liebe, Mädchen und Soldaten
- 1958 : Vater, Mutter und neun Kinder
- 1959 : Alle Tage ist kein Sonntag
- 1959 : Laß mich am Sonntag nicht allein
- 1959 : Schneider Wibbel (TV)
- 1960 : Der wahre Jakob
- 1960 : Willy, der Privatdetektiv
- 1961 : Der Hochtourist
- 1961 : Im Nachtjackenviertel (TV)
- 1961 : Robert und Bertram
- 1961 : Die Fledermaus
- 1962 : Dicke Luft
- 1962 : Der Zigeunerbaron
- 1962 : Tante Jutta aus Kalkutta (TV)
- 1964 : Die drei Scheinheiligen
- 1965 : Drei kölsche Jungen (TV)
- 1966 : Der Raub der Sabinerinnen (TV)
- 1967 : Der kühne Schwimmer (TV)
- 1967 : Heubodengeflüster
- 1967 : Herrliche Zeiten im Spessart
- 1968 : Paradies der flotten Sünder
- 1968 : Otto ist auf Frauen scharf
- 1968 : Der Meisterboxer (TV)
- 1968 : Die Kartenlegerin (TV)
- 1968 : Die Lümmel von der ersten Bank – Zum Teufel mit der Penne
- 1968 : Frau Wirtin hat auch einen Grafen
- 1968 : Pension Schöller (TV)
- 1969 : Klassenkeile
- 1969 : Charley’s Onkel
- 1969 : Warum hab’ ich bloß 2× ja gesagt?
- 1970 : Frau Wirtin bläst auch gern Trompete
- 1972 : Die lustigen Vier von der Tankstelle
- 1973 : Unsere Tante ist das Letzte
- 1973 : Alter Kahn und junge Liebe
- 1975 : Der Geheimnisträger
- 1975 : Im Nachtjackenviertel (TV)
- 1978 : Das Geld liegt auf der Bank (TV)
- 1981 : Der keusche Lebemann (TV)
- 1982 : Ein dicker Hund
- 1983 : Die wilden Fünfziger
- 1985 : National Lampoon's European Vacation
- 1987 : Das Mädchen aus dem Fahrstuhl (TV)
- 1989 : Kommissar Klefisch (serie TV), episodio Ein Fall für Onkel
- 1990 : Heidi und Ernie (serie TV)
- 1990 : Tante Jutta aus Kalkutta (TV)
- 1991 : Pizza Colonia
- 1991 : Kommissar Klefisch, episodio Dienstvergehen
- 1992 : Der blaue Heinrich (TV)
- 1992 : Kommissar Klefisch, episodio Ein unbekannter Zeuge
- 1993 : Kommissar Klefisch, episodio Tod am Meer
- 1993 : Pension Schöller (TV)
- 1995 : Kommissar Klefisch, episodio Klefischs schwerster Fall
- 1996 : Kommissar Klefisch, episodio Vorbei ist vorbei